# Davide e Golia (Lotto)
La tarsia Davide e Golia fa parte delle tarsie del coro della basilica di santa Maria Maggiore. È collocata sulla parte destra dell'accesso al presbiterio e visibile dai fedeli perché rivolta verso la navata centrale. La tarsia è composta dalla parte raffigurativa del racconto biblico di Davide e Golia e da un coperto che deve proteggerla dall'usura del tempo e che veniva rimosso durante le funzioni religiose più importanti. La tarsia ha una raffigurazione molto complessa e ricca di particolari.

## Storia
La congregazione della Misericordia Maggiore, che amministrava la basilica mariana, e che aveva deciso di completare il presbiterio con il coro, il 12 marzo 1524 affidò a Lorenzo Lotto la realizzazione dei disegni per le tarsie. 
(Francesca Cortesi Bosco)
 La realizzazione ebbe un percorso lungo e complesso.
Il progetto architettonico fu affidato a Bernardo Zenale e l'intarsio al giovane Giovan Francesco Capoferri che aveva lavorato alle tarsie del coro della chiesa di santo Stefano realizzate con fra Damiano Zambelli, ora conservate nella chiesa dei Santi Bartolomeo e Stefano. Il Capoferri fu coadiuvato dal falegname Giovanni Belli di Ponteranica. 
Le tarsie erano correlate da un coperto che doveva proteggerle, ma che con i disegni del Lotto divennero un elaborato e profondo messaggio da comprendere. Le tarsie furono realizzate con la tecnica mista, che richiedeva l'uso di tasselli di legni differenti. Venivano successivamente dipinte e profilate per esaltarne il colore. La tarsia fu profilata da Ludovico da Mantova.

## Descrizione

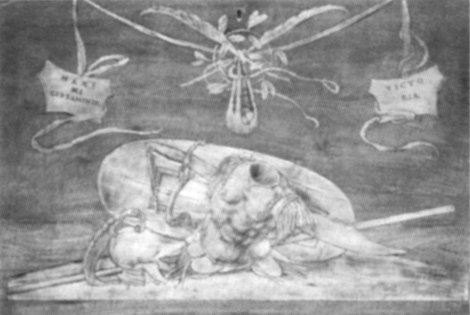
Coperto della Tarsia Davide e Golia

### Tarsia
L'intarsio rappresenta l'allegoria della storia di Davide e Golia descritta nel Libri di Samuele, 17,1-51 e abbonda di dettagli. Il racconto è suddiviso in sei tempi. In alto a sinistra è raffigurato Davide, che da giovane pastore protegge il gregge del padre dagli animali feroci, scena che anticipa che il giovane ucciderà il gigante così come sa proteggere i suoi animali dal leone indicato me l'anticristo e l'orso indicato come l'immagine del diavolo. Più in basso, lo stesso pastore riceve un messaggio dal re Saul consegnatogli da un corriere postale dall'abbigliamento del XVI secolo. Il messaggio lo invita a presentarsi al suo cospetto per fargli compagnia suonando l'arpa e alleviare i suoi bui pensieri. Lotto voleva raccontare le origini modeste del pastore, e la sua predisposizione all'obbedienza e alla generosità.
Centrale la grande sala del trono, dove Davide si offre per combattere il gigante Golia. Il re viene rappresentato nella sua debolezza e piena consapevolezza che è ormai finito il suo tempo perché si prepara il suo successore. Compie così il gesto di consegnare al piccolo guerriero la propria armatura e, puntando il dito al cielo, ne chiese la protezione divina, di cui lui ormai non godeva più i favori. La tenda, malgrado le sette grandi finestre, è buia, scuri erano i presagi del reggente.
Davide, che non aveva certo le dimensioni fisiche adatte a un'armatura, affrontò il gigante con la sua unica arma, una fionda. Il Lotto lo raffigura nell'atto di lanciare un sasso con la fionda. E a sinistra, in primo piano, l'attimo in cui il gigante viene colpito, e stupito si accascia a terra, intenso il suo sguardo. La scena prosegue con il gigante ormai morto, che viene reso acefalo dal pastore.
Personaggi testimoni sono posti ai due lati della tarsia. Sulla sinistra i filistei sbigottiti della sconfitta, mentre sulla destra il popolo ebraico stupito dall'esito favorevole dell'evento. Nella parte superiore destra vi è Davide che con il capo reciso del gigante si reca al palazzo del re osannato da giovani fanciulle festanti. L'eterna lotta del bene contro il male, il Lotto vuole però ricordare che il bene viene attraverso l'obbedienza alla volontà di Dio. il solo mezzo che non incontra nessuna barriera, a Dio infatti ogni cosa è possibile, anche quello che gli uomini non comprendono se non attraverso la fede.
Le quattro tarsie collocate verso la navata centrale hanno tutte il medesimo messaggio, la vittoria del bene sul male, il vizio sopraffatto dalla virtù, insegnamenti che dovevano raggiungere i partecipanti alle funzioni liturgiche.
Secondo l'antico pensiero, nella testa vi era la fonte della vita, e la scelto di Lorenzo Lotto e dei membri della congregazione è stata di avvicinare due tarsie avente come soggetto proprio la decapitazione, accanto vi è infatti Giuditta e Oloferne.

### Coperto
Il disegno del coperto o impresa viene realizzato da Lotto entro l'ottobre del 1527, mentre il Capoferri lo realizza e profila entro il febbraio del 1531. 
Il coperto ha la funzione di proteggere la tarsia, e ha una raffigurazione iconografica particolarmente raffinata. Era infatti volontà del pittore veneziano portare l'osservatore alla riflessione attraverso un ragionamento intimo che doveva essere raggiunto attraverso una profonda riflessione.
Il coperto della tarsia presenta nella sua parte centrale l'elmo, la corazza, la spada, lo scudo e un'asta, volendo raccontare il prosieguo dell'evento: 
(Libro di Samuele 17,32-54)
 Sopra questi simboli vi è la fionda e le palme unite a formare una X, quale simbolo dell'incrocio e del suo mistero, circondati da una corona di alloro, a indicare come le pietre siano poste in un cerchio perfetto. con un cartiglio che riporta MAXIMI CERTAMINIS VICTORIA a indicare che la storia avrà un vittorioso prosieguo. La vittoria di Davide nasce dal fuoco della fede. Le tarsie e i loro coperti volevano rappresentare il passaggio del male al bene, attraverso la grazia divina. La X è anche il simbolo di Crito posto sulla croce , nonché i X comandamenti nella numerazione romana.
Se la guerra tra Davide e Golia è per gli alchimisti, ricco di metafore, il coperto disegnato dal Lotto riesce a coglierle e proporle. Le pietre, lucidate e levigate dall'acqua del torrente, sono simbolo di eternità e potere divino. Le pietre lanciate da Davide sono quindi potere divino: La pietra è Dio, è l'eternità di Dio. La pietra è presente molte volte nella Bibbia: I comandamenti sono incisi sulla pietra, Giacobbe poggia la sua testa sulla pietra, e sogna la scala celeste sempre in pietra. Le pietre non vengono raccolte da Davide dalla terra, ma dall'acqua mercuriale del torrente, sono levigati e lucidi a simboleggiare l'unione di due elementi: il fuoco e l'acqua.
I due rami di palma sono la metafora di ciò che è splendido e vicino all sapienza e quindi a Dio; nella Bibbia è indicato che la sapienza divina è cresciuta come una palma ha superato il limite della corporità terrena e ha ottenuto il premio eterno.(Apocalisse 7,9)
Come in altri coperti, Lorenzo Lotto pone la sua firma nel numero otto, richiamo fonico del suo cognome, raffigurato nella cordicella posta sull'elsa della spada.